# Ophiomyia duodecima
Ophiomyia duodecima är en tvåvingeart som beskrevs av Spencer 1969. Ophiomyia duodecima ingår i släktet Ophiomyia och familjen minerarflugor.
Artens utbredningsområde är Québec. Inga underarter finns listade i Catalogue of Life.